# Астон Мартин DB4
Астон Мартин DB4 е спортен автомобил на Астон Мартин, произвеждан в периода 1958 – 1963 г. Има три версии – двуместни купе и кабриолет и хечбек с 2+2 места. Произведени са общо 1210 бройки, от които 75 са олекотената модификация GT, 24 – още по-леката модификация DB4 GT Загато с произведена от Загато каросерия и един т. нар. Бертоне Джет, дело на Бертоне. Това е първият модел на компанията, сглобяван изцяло в новия завод в Нюпорт Панел. През 1962 г. е представена и кабрио версията на DB4, чиито дизайн се доближава до този на купето, но е дело на Астон Мартин.

## Дизайн
Автомобилът е представен за първи път пред широката публика на изложението в Париж през 1958 г., а малко по-късно дебютира и на британска почва на изложението в Лондон. Каросерията е изработена от италианската Кароцерия Туринг и това допринася за континенталния външен вид на DB4, нещо, което е прието с ентусиазъм от публиката. Самата каросерия е тип суперледжера (супер лека) – изградена от стоманена тръбна решетка, покрита с алуминиеви панели, което допринася за ниското ѝ тегло. Колата е определена за шедьовър на британската инженерна мисъл и италианския стил.

## Технически характеристики
Стандартният модел DB4 разполага с алуминиев шестцилиндров редови двигател с обем 3670 см3 и мощност 240 к.с. Агрегатът е дело на инженера на фирмата от полски произход Тадек Марек. Той обаче създава проблеми с прегряване в ранните модели, но по-късно този проблем е разрешен. Другите версии на DB получават двигатели с увеличена мощност и кубатура. Предавателно отношение е различно за различните пазари – 3.54:1 за Великобритания и Европа и 3.77:1 за САЩ, а по желание на клиента и 3.31:1, което допринася за по-висока максимална скорост. През 1960 г. екип на британското списание The Motor тества автомобил с британската спецификация и постига максимална скорост 224.2 км/ч, ускорението от 0 до 60 мили/ч (97 км/ч) е за 9,3 секунди, а разходът на гориво е 16 литра на 100 км.

## Модели
Стандартният модел DB4 се поризвежда в пет серии с минимални промени и модификации. Сред най-забележителните са новата радиаторна решетка на четвъртата и петата серия, оформлението на задните светлини, както и удължената с девет сантиметра и малко по-висока каросерия на петата серия (с цел повече място за пътниците на задната седалка).
Вантидж
С въвеждането на четвъртата серия през 1961 г. на някои автомобили се монтира подобрена версия на шестцилиндровия двигател с повече мощност – 266 к.с. Тази версия на DB4 носи името Вантидж. Почти всички коли от петата серия са с тази спецификация, като на външен вид тя много се доближава до наследника DB5. Произведени са общо 168 броя, от които 136 купета и 32 кабриолета.
DB4 GT
Версията DB4 GT дебютира през 1959 г. и се отличава с олекотената си каросерия. Освен това се предлагат два двигателя с различна кубатура – 3.7 и 3.8 литров с по 302 к.с. Максималната скорост е 246 км/ч, а ускорението от 0 до 60 мили/ч става за 6,1 секунди. Колесната база е скъсена и затова почти всички автомобили от тази версия нямат задни седалки. Друга отличителна черта са прозрачните капаци пред фаровете. Произведени са общо 76 бройки (включително Бертоне Джет).
DB4 GT Загато
DB4 GT Загато е най-желаният от всички колекционери модел на Астон Мартин. Това е подобрена версия на суперлекия DB4 GT, която се произвежда между 1960 и 1963 г. Мнозина считат DB4 GT Загато за най-великия шосеен автомобил на марката и за най-красивия дизайн на Загато. Дизайнът е дело на новака в Загато Ерколе Спада. Благодарение на Загато автомобилът става още по-малък и по-лек от DB4 GT – след премахването на всички „ненужни“ части и подмяната на много от стоманените части с алуминиеви, теглото на DB4 GT Загато става 1225 кг – с 45 кг по-леко от DB4 GT и с 83 кг по-леко от нормалния DB4. Продукцията на автомобила обаче значително го оскъпява, защото всяко шаси се изпраща в Милано, където се монтира каросерията и след това се връща във Великобритания за довършителните работи. Запланувани са 25 бройки, но поради слабото търсене са произведени едва 20, от които до днес са оцелели 19. В днешни дни тези числа обаче означават, че това е моделът на Астон Мартин с най-малко произведени бройки и съответно най-търсеният и най-трудно достъпният. През януари 2005 г. един DB4 GT Загато е продаден на търг за 2.695.000 щатски долара. През 1991 г. в Астон Мартин решават да използват четири определени, но неизползвани номера на шасита за направата на нови DB4 GT Загато и изпраща в Италия четири шасита, преработени от DB4 на DB4 GT, за да им бъдат монтирани каросерии. Новите „стари“ автомобили, наречени Sanction 2, са идентични с оригиналните модели, но имат някои съвременни промени за да бъдат по-лесни за управление.
DB4 GT Вантидж
Общо 15 автомобила получават спецификацията Вантидж, но са снабдени с по-мощния двигател от DB4 GT.